# 赵爽 (篮球运动员)
赵爽（1990年6月21日—），黑龙江省牡丹江市人，中国女子篮球運動員，国家队成員。

## 簡歷
赵爽生於体育世家，父母都从事体育工作，她自小更受當篮球教练的母亲影响，特別喜欢篮球。初中時，赵爽在學校的成绩不错，老师和家长都希望她能考大学，但為完成當籃球員的夢想，她接受了一支专业篮球队的邀請，正式成為专业篮球運動員。
2011年，赵爽的表現一鳴驚人，先助球隊贏得WCBA联赛总冠军；其後首次入选中国国家女子篮球队，並協助中国队拿到亚锦赛冠軍，一度被外界评为“中国女篮希望之星”和“最美的女篮队员”。

## 教練評價
中国国家女子篮球队的主教練孙凤武認為赵爽的身体条件好，作风比较泼辣，但因一些伤病影响系统训练。另外，由於年龄相对较小，打球经验不足，碰到一些困难，在处理上会稚嫩一些。比如防对方持球突破时，判断对方的意图不够，阅读比赛的能力和临场反应比较嫩。但整體而言，孙教練認為赵爽在年轻队员中条件较突出，若能减少伤病、保持状态、多打比赛，这个球員將很有潜质 。